# Łój skórny
Łój skórny, sebum – wydzielina gruczołów łojowych skóry ssaków. Zapewnia miękkość skóry i włosów, zmniejsza parowanie wody, a jednocześnie zabezpiecza przed wilgocią. Jego głównym składnikiem są estry cholesterolu i kwasów tłuszczowych.
Jego przeciętny skład to glicerydy (50%), woski (20%), skwalen (10%), inne węglowodory (5%), wolne kwasy tłuszczowe (5%), estry cholesterolu (4%), cholesterol (1%), inne sterole (1%), inne substancje (4%).
Jest ważny z punktu widzenia daktyloskopii, ponieważ współtworzy ślady linii papilarnych.